# Breiðamerkurmúli
Breiðamerkurmúli är en bergstopp i republiken Island. Den ligger i regionen Austurland, 260 km öster om huvudstaden Reykjavík. Toppen på Breiðamerkurmúli är 734 meter över havet.
Trakten runt Breiðamerkurmúli är nära nog obefolkad, med mindre än två invånare per kvadratkilometer. Det finns inga samhällen i närheten. Trakten runt Breiðamerkurmúli är permanent täckt av is och snö.